# Hutisko-Solanec
Hutisko-Solanec là một làng thuộc huyện Vsetín, vùng Zlínský, Cộng hòa Séc.
Trong làng Hutisko-Solanec có một tượng đài Charlotte Garrigue-Masaryková.  Tượng đài được xây dựng vào năm 1926 bởi giáo viên quản lý C. Mach với học sinh của mình và được tìm thấy trong thung lũng của phần địa phương của Za Kopcem (49 ° 25′14 "N, 18 ° 12'15 " E).